# Варваринка (Челябинская область)
Варваринка — упразднённая деревня в Октябрьском районе Челябинской области России. Входила в состав Каракульского сельского поселения. Исключена из учётных данных в 2024 году.

## География
Деревня находится на востоке Челябинской области, в лесостепной зоне, на левом берегу реки Тогузак, вблизи государственной границы с Казахстаном, на расстоянии примерно 54 километров (по прямой) к юго-юго-западу (SSW) от села Октябрьское, административного центра района. Абсолютная высота — 142 метра над уровнем моря.

## Население
| 1970 | 1977 | 1983 | 2002 | 2010 | 2021 |
| ---- | ---- | ---- | ---- | ---- | ---- |
| 281  | ↘156 | ↘84  | ↘26  | ↘0   | ↗2   |